# Salix planifolia

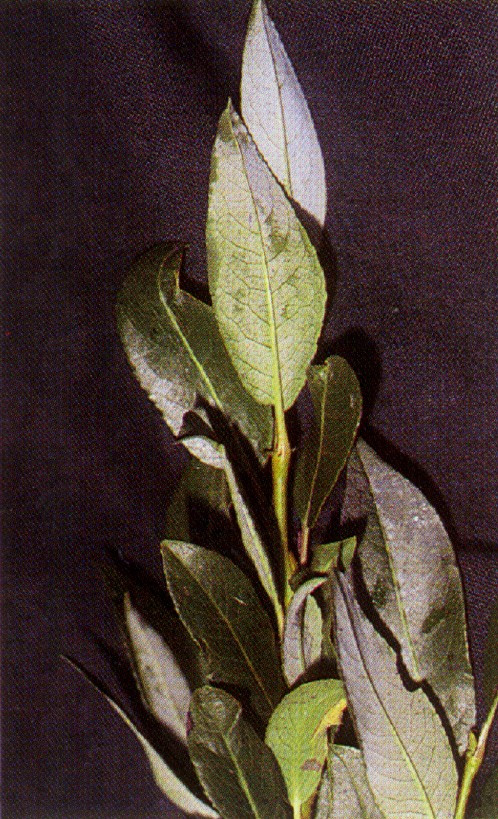
Detalle de la hoja

Salix planifolia es una especie de sauce perteneciente a la familia de las salicáceas. Es nativa del norte y oeste de Norteamérica, incluyendo Canadá, Alaska y el oeste de Estados Unidos. Crece en muchos tipos hábitat en el norte en zonas árticas y alpinas y en las zonas montañosas en el sur.

## Descripción
Salix planifolia es un arbusto cuyo tamaño varía de bajo a arbustivo, formando desde matorrales  a una forma arborescente que alcanza un tamaño de 9 metros de altura. Las hojas son generalmente de forma oval con extremos puntiagudos, de hasta 6,5 centímetros de largo. Son de bordes lisos o dentados, brillantes en la superficie superior, y, a veces con pelos sedosos. La inflorescencia es un amento de unos pocos centímetros de largo.

## Taxonomía
Salix planifolia fue descrita por Frederick Traugott Pursh y publicado en Flora Americae Septentrionalis; or, . . . 2: 611, en el año 1814[1813].
Etimología
Salix: nombre genérico latino para el sauce, sus ramas y madera.
planifolia: epíteto latino que significa "con hoja plana".
Variedades aceptadas
- Salix planifolia subsp. tyrrellii (Raup) Argus
- Salix planifolia var. yukonensis (C.K.Schneid.) Argus

Sinonimia
- Salix chlorophylla Andersson
- Salix chlorophylla var. monica (Bebb) Flod.
- Salix chlorophylla var. nelsonii (C.R.Ball) Flod.
- Salix monica Bebb
- Salix nelsonii C.R. Ball
- Salix pennata C.R. Ball
- Salix phylicifolia var. monica (Bebb) Jeps.
- Salix phylicifolia var. pennata (C.R. Ball) Cronquist
- Salix phylicifolia subsp. planifolia (Pursh) Hiitonen
- Salix phylicifolia var. planifolia (Pursh) Cronquist
- Salix planifolia var. monica (Bebb) C.K. Schneid.
- Salix planifolia var. nelsonii (C.R. Ball) C.R. Ball ex E.C.Sm.
- Salix planifolia var. pennata (C.R. Ball) C.R. Ball ex Dutilly, Lepage & Duman[4]